# Famille Nákó
La famille Nákó de Nagyszentmiklós (en hongrois : nagyszentmiklósi Nákó család) était une famille aristocratique hongroise.